# Háj (Košice)
|  | No s'ha de confondre amb Háj (Žilina). |

Háj és un poble i municipi d'Eslovàquia. Es troba a la regió de Košice, a l'est del país.

## Història
La primera referència escrita de la vila data del 1409.

## Demografia
| Godina             | 1994 | 2004    | 2014   | 2024    |
| ------------------ | ---- | ------- | ------ | ------- |
| Nombre de persones | 332  | 285     | 290    | 239     |
| Diferència         |      | −14,15% | +1,75% | −17,58% |

| Godina             | 2023 | 2024   |
| ------------------ | ---- | ------ |
| Nombre de persones | 242  | 239    |
| Diferència         |      | −1,23% |